# Fredy Fautrel

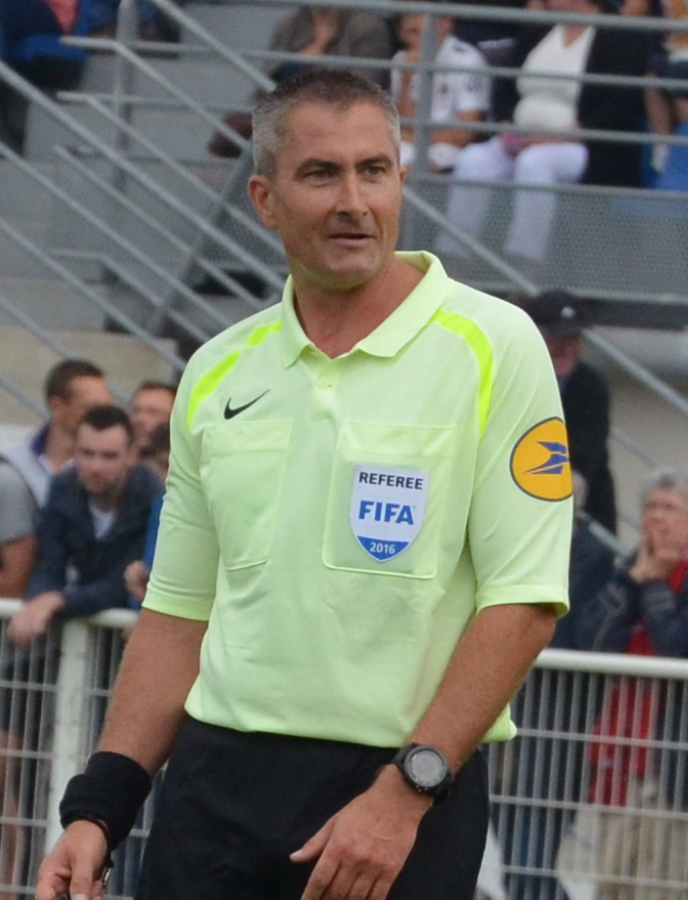
Fredy Fautrel (2016)

Fredy Fautrel (* 31. Oktober 1971) ist ein ehemaliger französischer Fußballschiedsrichter.
Seit der Saison 1999/2000 leitete Fautrel Spiele in der französischen Ligue 2. Er war seit seinem Debüt im August 2003 Schiedsrichter in der Ligue 1 und leitete in dieser bis zu seinem Karriereende Ende 2016 insgesamt 238 Ligaspiele.
Von 2007 bis 2013 stand Fautrel auf der Liste der FIFA-Schiedsrichter und leitete internationale Fußballspiele, darunter acht Spiele in der Europa League, elf Spiele in der Qualifikation zur Europa League sowie vier Spiele in der Qualifikation zur Champions League, darüber hinaus zwei Spiele in der EM-Qualifikation und zwei Spiele in der europäischen WM-Qualifikation. Bei der Europameisterschaft 2012 in Polen und der Ukraine war Fautrel Torschiedsrichter im Team von Stéphane Lannoy und bei der Europameisterschaft 2016 in Frankreich Torschiedsrichter im Team von Clément Turpin.
Am 31. Mai 2013 leitete Fautrel das Finale der Coupe de France 2012/13 zwischen Girondins Bordeaux und FC Évian Thonon Gaillard (3:2).
Seit 2019 arbeitet Fautrel als VAR-Manager für den belgischen Fußballverband.